# M37 105mm Howitzer Motor Carriage

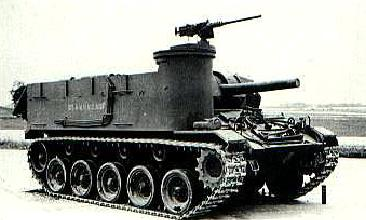
M37 na snímku z roku 1945

M37 105mm Howitzer Motor Carriage (také M37 Gun Motor Carriage) byla americká samohybná houfnice. Využívala podvozek lehkého tanku M24 Chaffee a hlaveň typu „105 mm M4“, stejnou jako ta, která byla osazována na některé tanky M4 Sherman. M37 byla nástupcem M7 Priest a sama byla později nahrazena houfnicí M52 105mm Self-Propelled Howitzer.
Houfnice M37 byly vyráběny od ledna 1945, po skončení druhé světové války byla ale jejich výroba v říjnu 1945 zastavena: z celkem 448 objednaných kusů jich tak bylo vyrobeno jen 316. Byly nasazeny během korejské války a využívány pak ještě až do 70. let, některé i např. ve španělské armádě.